# Грах Бабеф
Франсоа Ноел Бабеф (Сен Кентен, 23. новембар 1760 — Вендом, 27. мај 1797), познатији као Грах Бабеф, је био француски политичар и новинар у периоду Француске револуције. Издавао је лист "Народни трибун". Организатор је и вођа тзв. "Завере једнаких" која представља први покушај уношења комунизма у друштвену стварност.

## Детињство и младост
Грах Бабеф је рођен 1760. године у малограђанској провинцијској породици из Сен Кентена. У четрнаестој години је напустио очински дом и почео је радити као земљомер, а затим као феудист. Састављао је описе племићких имања и кратке изводе сениорских права. Бабеф је убрзо замрзео феудални режим и аристократију. Узео је име староримског трибуна Гаја Граха. На Бабефа је највећи утицај оставио Жан Жак Русо. Бабеф прилази Револуцији првих дана по њеном избијању. Током јакобинског терора, Бабеф је био отворени противник Робесјперовог режима, за шта се касније, после Термидорске реакције, покајао.

## Сукоб са Конвентом и Директоријумом
Септембра 1794. године почео је издавати лист "Слобода штампе" коме је касније променио назив у "Народни трибун". Лист је након Термидорске реакције представљао један од најрадикалнијих органа демократске опозиције те је 7. фебруара 1795. године Бабеф ухапшен под оптужбом да позива на устанак и на растурање Конвента. Народни трибун престао је излазити. Бабеф је у затвору остао до октобра када је ослобођен по избијању ројалистичког устанка. Народни трибун поново је почео излазити 6. новембра. Наставља да излази до марта 1796. године. Под Бабефовим руководством тада је у Паризу образовано тајно револуционарно Удружење једнаких. Оно је себи поставило за циљ да подигне народни устанак и збаци владу Директоријума.

## Бабефизам

### Стање у Француској
Устанку Граха Бабефа претходила је инфлација која је по доласку Директоријума досегла крајњу границу. Благајна је била празна. Папирни новац Револуције нестао је крајем 1795. године. Ковани новац се опет појавио, али држава која је признавала само папирни новац није од њега имала користи. Градска сиротиња налазила се у очајном положају. Посебно тешко било је стање радничких маса. То јача незадовољства у радничким квартовима Париза. У полицијским извештајима често се указивало на то незадовољство. Многи су жалили за временом владавине Максимилијана Робеспјера и јакобинаца. У таквим приликама дошло је до револуционарне завере Граха Бабефа уперене против власти првог Директоријума.

### Плебејски манифест
Главни део Бабефовог учења је учење о једнакости. Свој програм изложио је у "Плебејском манифесту" кога је објавио у свом листу. Најважније тачке агитационог летка су следеће: 1) Природа је дала сваком човеку подједнако право да се користи свим добрима; 2) Циљ сваког друштва је да штити ту једнакост; 3) Природа је ставила у дужност свакоме човеку да ради; нико не може избегавати рад, а да тиме не учини преступ; 4) Рад и уживање морају бити општи; 5) Нико не може да узме у своје искључиво власништво производе земље и индустрије, а да тиме не учини преступ; 7) У истинском друштву не сме бити ни богатих ни сиромашних; 8) Богаташи који неће да се одрекну свог богатства у корист сиромашних су народни непријатељи; 10) Циљ револуције је да уништи неједнакост и да успостави заједничку срећу; 11) Револуција још увек није завршена јер богати грабе сва добра и користе их са искључивом влашћу, док сиромашни раде као робови, умиру у немаштини и не значе ништа у држави.

### Комуна
У програму социјалних мера, Грах Бабеф је отишао знатно даље од јакобинаца, па чак и од "Бесних". Први члан пројекта економског декрета кога је саставио Грах Бабеф гласи: "У републикама се оснива велика национална комуна". Њој се предају непродата национална имања, конфискована имовина непријатеља револуције, земља коју не обрађују њени сопственици и томе слично. Члан комуне може бити сваки Француз, па чак и богаташ, ако се претходно у њену корист одрекне све имовине која му припада и ако се оабевеже да ће јој посветити своју личност и свој рад. Укида се прво наслеђа. Целокупно газдинство комуне воде њени грађани заједничким снагама. Рад је обавезан за све, изузимајући старце од шездесет и више година и инвалиде. Комуна свакоме члану обезбеђује стан, одело за рад и одмор, огрев, осветљење, храну и лекарску помоћ. У комуни се заводи најстрожи комунизам потрошње. Подела добара врши се у друштвеним магацинима у које улазе сви плодови рада чланова комуне. Економска размена са другим државама врши се на основу монопола спољне трговине. Национални дуг се отписује, али се наставља враћање спољних дугова. Израда новца се обуставља. Планови Бабефа су у духу примитивног комунизма, првенствено аграрног. Програм предвиђа поделу свих Француза на "грађане" и "странце", где су грађани имали сва политичка права. Они су били припадници комуне. Бабеф је настојао да успостави устав из 1793. године и сазове нов Конвент.

## Неуспех завере
Бабефов покрет претрпео је неуспех. Дана 10. маја 1796. године он и неколико других вођа су ухапшени на доставу једног од чланова тајног удружења, официра Гризеља, који је полицији одао целу организацију Бабефа. Покушаји подизања устанка и ослобађања Бабефа нису уродили плодом. Народне масе париског предграђа сломљене су већ маја после неуспеха преријалског устанка. До неуспешног покушаја устанка дошло је у Гренелском војном логору код Париза тек 9. септембра. Устанак је део санкилота или јакобинаца, свакако иритираних Карноовим провокацијама. Паул Барас је хтео да се ограниче прогони. Исто је желео и Жозеф Сијес. Карно је, међутим, био неумољив и придобио је Директоријум.

## Вендомски процес и погубљење
Против Бабефових устаника одржан је Вендомски процес. Бабеф и његов сарадник Дарте осуђени су на смрт. Завереници су пребачени у Вендом у решеткастим колима, а њихове жене, међу њима и Бабефова супруга и старији син, ишле су за поворком пешице. После изрицања смртне казне, Бабеф је покушао да се убије, али неуспешно. Крвав је пребачен на губилиште. Погубљен је 27. маја 1797. године. Седам других учесника завере осуђени су на прогонство. Међу њима је био и Филипо Буонароти који је касније, 1828. године, издао књигу о "Завери једнаких".